# 松村康平 (陸上選手)
松村 康平（まつむら こうへい、1986年11月25日 - ）は、日本の男子元陸上競技選手。専門は長距離走・マラソン。三菱重工マラソン部に所属している。

## 人物・経歴
1986年11月25日、大阪府高槻市出身。高槻市立芝谷中学校卒業。高校陸上競技の名門である清風高等学校から山梨学院大学商学部に進学。山梨学院大学在学中の3年次と4年次に東京箱根間往復大学駅伝競走に2回（第84回、第85回）出場し、2回とも1区を走っていた。また大学4年次には主将を務めている。
大学卒業後の2009年に三菱重工業に入社し、長崎マラソン部に所属して選手活動を開始した。2012年2月の第62回別府大分毎日マラソンで初めてフルマラソンを走り、2時間11分18秒のタイムで4位（大会日本人選手1位）でゴールインした。2013年2月の第68回びわ湖毎日マラソンで2度目のフルマラソンを走り、2時間10分12秒のタイムで7位に入賞した。
マラソン以外でも三菱重工業長崎造船所のメンバーとして全日本実業団対抗駅伝競走大会や西日本各県対抗九州一周駅伝競争大会などの大会にも出場しており、大学時代に続き、三菱長崎でも主将を務めている。
2014年2月23日の第8回東京マラソン（2014年アジア競技大会男子マラソン代表選考会）に出場し、優勝タイムが2時間5分台というレベルの高いレースで懸命に走り、2時間8分9秒のタイムで8位（日本人選手1位）に入着した。
2014年10月3日の2014年アジア競技大会では、優勝したハサン・マハブーブ（ケニア出身・バーレーン国籍）とは僅か1秒差で金メダルを逃したが、3位・銅メダルの公務員ランナー（当時、現プロランナー）の川内優輝に3秒差で競り勝ち、2時間12分39秒のタイムで2位・銀メダルを獲得した。しかし、期待された翌2015年2月22日の第9回東京マラソン（2015年世界陸上競技選手権大会男子マラソン代表選考会）では、レース前半の12Km過ぎで早々先頭集団から大きく引き離されてしまい、結局2時間16分8秒の25位と完敗だった。2016年2月28日の第10回東京マラソン（リオデジャネイロオリンピック男子マラソン代表選考会）でも国内招待選手として出場したものの、30Km過ぎで第二集団から脱落し、2時間13分46秒の19位に終わった。
2021年1月31日開催の第40回大阪国際女子マラソンにおいて、当初は川内優輝らと共に現役男子マラソン選手として、女子マラソン選手達のペースメーカーを担当予定と発表。しかしながら当マラソンの本番前、松村は坐骨神経痛により欠場を表明、代替選手に同じ三菱重工所属の岩田勇治が出走した。
2021年2月28日開催の第76回びわ湖毎日マラソンに出場し、2時間18分44秒の156位という記録となった。このレースを最後に現役を引退。コーチとしてチームに残る。

## 自己記録
- 5,000ｍ - 13分48秒14（ゴールデンゲームスinのべおか男子B組／2014年）[15]
- 10,000m - 28分27秒04（ホクレンディスタンスチャレンジ第2戦／2013年）[16]
- ハーフマラソン - 1時間02分37秒（第47回全日本実業団ハーフマラソン大会／2019年）[17]
- フルマラソン - 2時間08分09秒（第8回東京マラソン／2014年）[6]